# Comuna popular

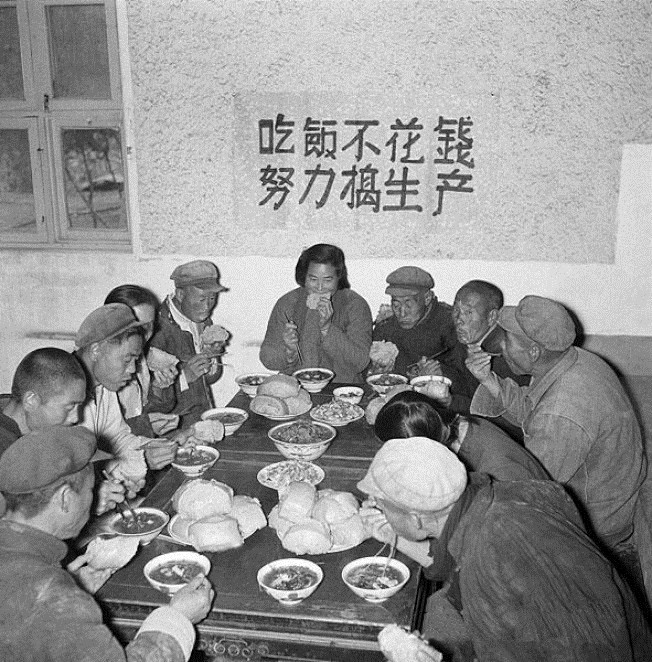
El cartel de la comuna popular. El eslogan dice "Come gratis, trabaja duro".

La comuna popular (chino: 人民公社; pinyin: rénmín gōngshè) fue el más alto de los tres niveles administrativos en las zonas rurales de la República Popular China durante el período de 1958 a 1983, cuando fueron reemplazados por municipios. Mao Zedong y otros funcionarios del Partido Comunista de China lanzaron el Movimiento de la comuna popular en 1958, junto con el Gran Salto Adelante. Ambos contribuyeron a la Gran Hambruna China. Después de "Reformas y apertura", el Partido Comunista admitió que la Comuna del Pueblo fue un gran error.
Las comunas, las unidades colectivas más grandes, se dividieron en "brigadas de producción (生产大队)" y "equipos de producción (生产队)". Durante la Revolución Cultural China, las comunas populares tenían funciones gubernamentales, políticas y económicas. La comuna popular era conocida comúnmente por las actividades colectivas internas, incluida la preparación laboral y de comidas, que permitían a los trabajadores compartir los beneficios locales.

## Historia
La comuna se asociaba con el objetivo del Presidente Mao de eliminar las distinciones entre la ciudad y el campo, obrero y campesino, trabajo mental y manual. La comuna fue la institución que llevaría industria, comercio, educación y cultura a las areas rurales. En palabras de la Resolución de Beidahe hecha por el Partido Comunista en 1958:
El establecimiento de las comunas populares con una gestión integral de la agricultura, silvicultura, cría de animales, ocupaciones secundarias, y pesca, donde industria (el obrero), agicultura (el campesino), intercambio (el comerciante), cultura y educación (el estudiante) y asuntos militares (el miliciano) se funden en uno solo, es la política fundamental para guiar al campesino a acelerar la construcción socialista, completar el construir del socialismo antes de tiempo, y llevar a cabo la gradual transición al comunismo.
Durante el Gran Salto Adelante las comunas se definían por tres factores principales: un énfasis en la industrialización y la productividad, una militarización de la sociedad en la que los miembros de la comuna eran movilizados a través de campañas de estilo militar y el objetivo de autosuficiencia de forma que cada comuna produciera la mayoría de recursos y tecnología necesarios para funcionar.

## Estructura

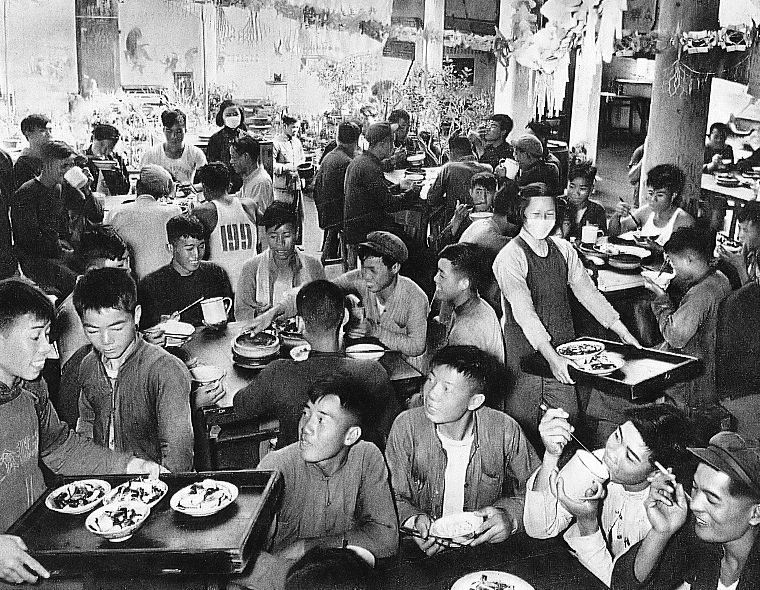
Comedor de la comuna popular.

En su forma más ambiciosa, se suponía que las comunas debían hacer que casi todo el trabajo doméstico (cocinar, cuidar a los niños, educación, lavar, etc.) fuera comunal. En las primeras etapas del Gran Salto Adelante, las comunas suministraron algunos bienes y servicios de forma gratuita, de modo que la comida en los comedores comunales estaría disponible para quien la quisiera en lugar de asignarse en función de los puntos de trabajo o las propias posesiones domésticas. Este sistema se conocía como "suministro libre".
La tierra cultivable en una comuna típica se clasificaba en 5 tipos diferentes de parcelas:
1. Parcela comunal en el valle:
Tierra cultivada de forma comunal por los equipos de trabajo. Toda la comuna se beneficiaba de la producción de estas parcelas.
2. Parcelas privadas en el valle:
A cada familia se le asignaban aproximadamente 0.4 mu de tierra por cada integrante de la familia para trabajarla en su tiempo libre del trabajo comunal. Éstas parcelas privadas podían ser usadas para cultivar a discreción de la familia y aprovechar el producto de forma privada.
3. Parcela comunal en ladera:
Un tipo de parcela comunal que usa tierra en ladera.
4. Parcela privada en ladera
Un tipo de parcela privada ubicada en ladera.
5. Parcela ganbu